# Ängelholm Helsingborgs flygplats
Ängelholm Helsingborgs flygplats (IATA: AGH, ICAO: ESTA) är en svensk regional flygplats belägen i Ängelholms kommun, cirka 5 kilometer norr om Ängelholm och cirka 34 kilometer norr om Helsingborg. Flygplatsen är den elfte största flygplatsen i Sverige. Driftbolaget marknadsför flygplatsen som Ängelholm Helsingborg Airport. Enligt Luftfartsverket och Transportstyrelsen heter flygplatsen Ängelholms flygplats.

## Historik

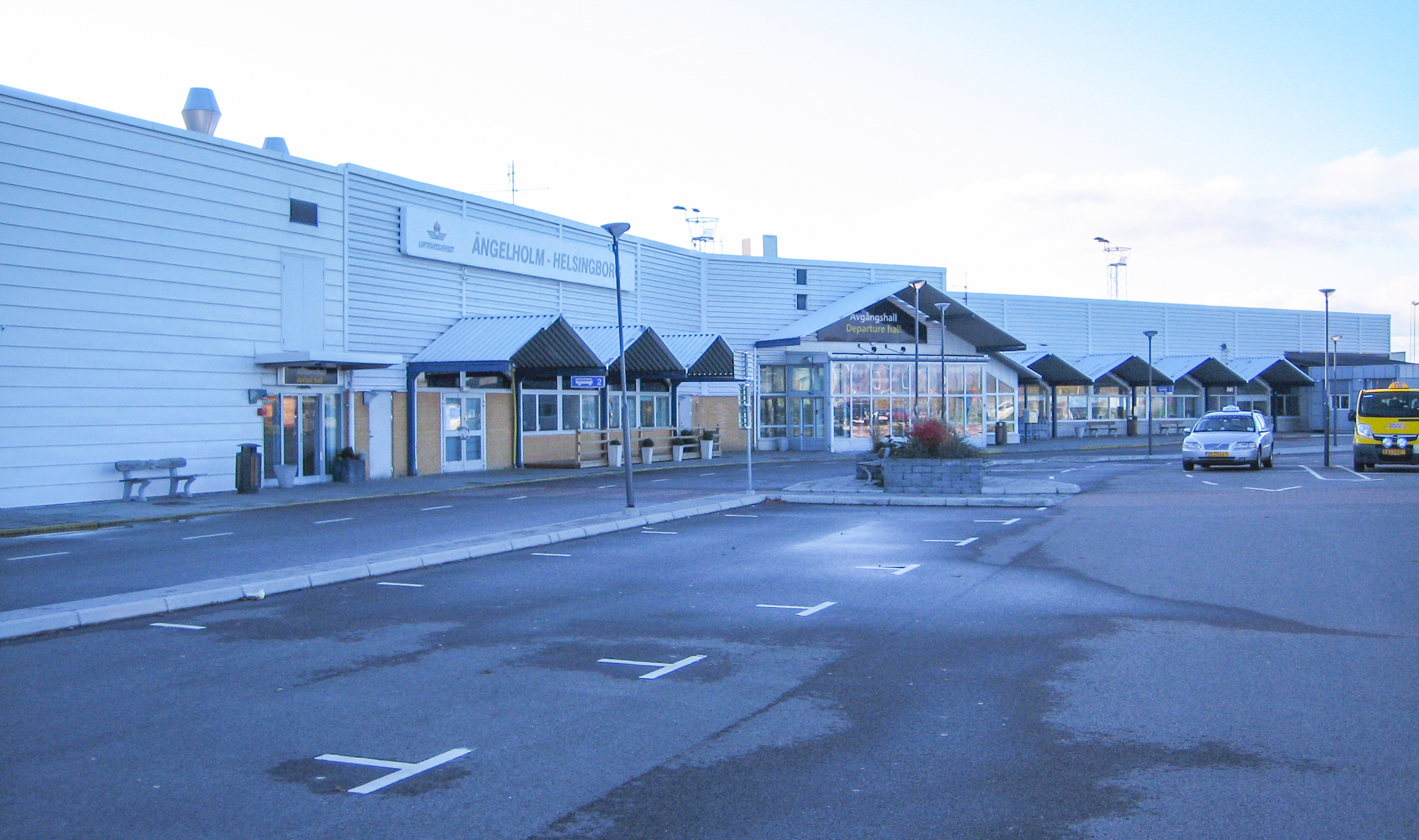
Terminalens gamla exteriör.

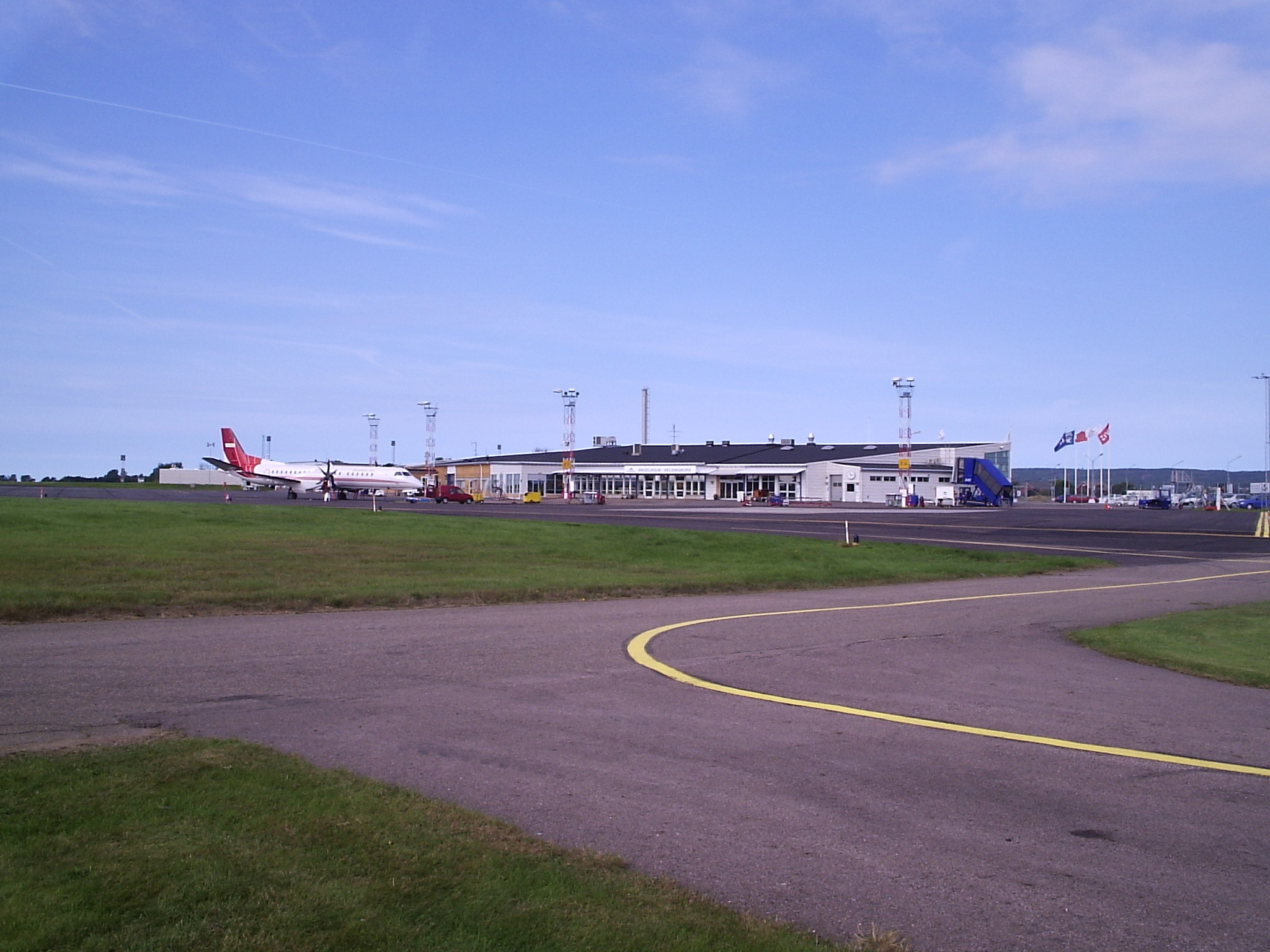
Terminalen sedd från flygsidan.

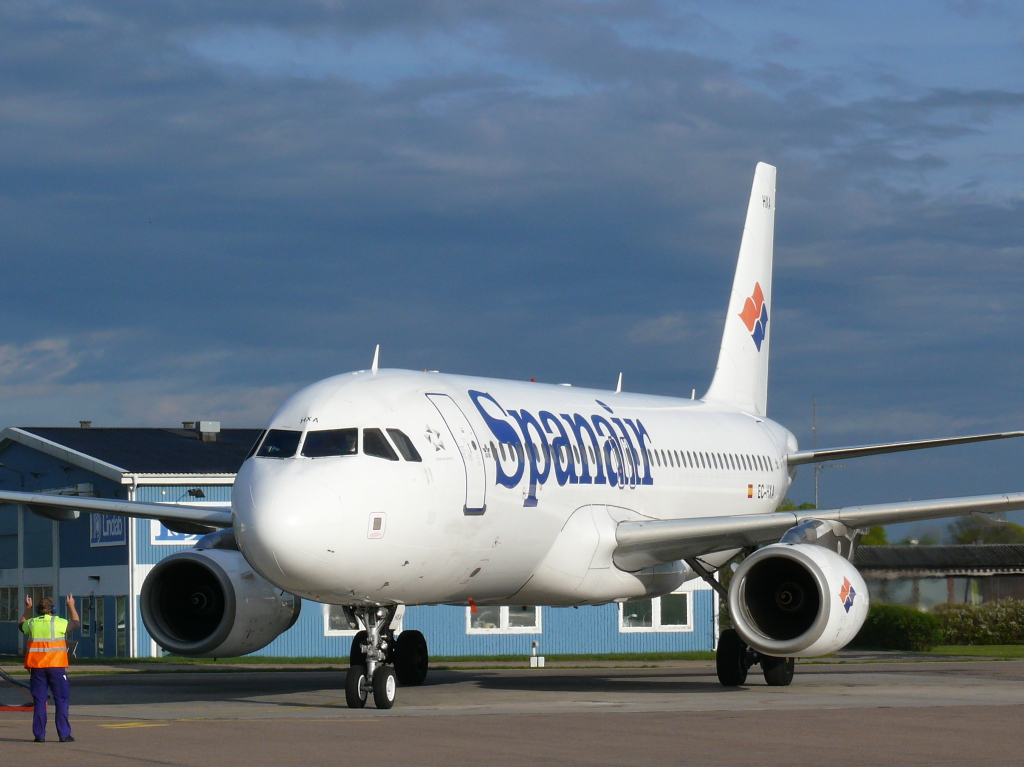
Vings första flygning till Mallorca, som flögs av Spanair blir invinkad till sin gate.

Flygfältet i Barkåkra utanför Ängelholm anlades i samband med att flygflottiljen Skånska flygflottiljen (F 10) flyttade dit från Bulltofta flygplats år 1945. Flottiljen avvecklades den 31 december 2002 genom försvarsbeslutet 2000 och dess Gripendivisioner överfördes till Blekinge flygflottilj (F 17). Den civila trafiken på Ängelholm Helsingborgs flygplats startade den första september 1960. Planen flög då till Bromma flygplats i Linjeflygs regi. Året därpå startades "Ringlinjen" som gick sträckan Ängelholm-Göteborg-Karlstad-Bromma-Visby-Kalmar-Ronneby-Bromma-Ängelholm. Den första internationella flyglinjen startade 1966 till Köpenhamn, men lades snart ner eftersom antalet resenärer var för litet. Med jetflygets intåg i början av 1970-talet ökade resenärerna på Ängelholm Helsingborgs flygplats avsevärt. Det gick nu att flyga nonstop Bromma-Ängelholm. 
Under fyra år, 1975 till 1979, flögs charterflyg till London, Edinburgh, Rimini och Rönne. Den upphörde då Sturup tog över trafiken. 1993 gick Linjeflyg ihop med SAS och alla linjer trafikerade av Linjeflyg togs över av SAS. SAS flög 1995 tio dagliga rutter per riktning på Ängelholm och transporterade varje år 280 000 passagerare mellan Arlanda och Ängelholm Helsingborgs flygplats. Efter år 2000 har passagerarantalet varierat. 1999 var antalet passagerare 354 000 och 2006 var antalet 362 165.
År 2002 blev den nya ankomsthallen klar och samma år tog Luftfartsverket över huvudmannaskapet från försvaret och flygplatsen blev då helt civil. Sedan 2003 flyger även Kullaflyg på Ängelholm-Helsingborg. Både FlyMe och Malmö Aviation har utmanat SAS på linjen till Stockholm, men det var inte lönsamt för något av bolagen och deras linjer var kortvariga.
År 2003 köpte biltillverkare Koenigsegg lokaler som tillhört flygvapnet. De är sedan dess baserade vid flygplatsen och använder banorna som provbana för biltester.
2008 utsågs flygplatsen till Europas bästa i klassen Flygplatser med mindre än en miljon passagerare per år av Airport Council International.
Den 1 april 2011 sålde Swedavia flygplatsen till Region Skåne och sju omkringliggande kommuner för 40 miljoner kronor. Flygplatsen såldes vidare till Peab AB för samma belopp med ett kontantstöd på 15 miljoner kronor. Kammarrätten bedömde 2013 kontantstödet olagligt. Trots det ägde Peab flygplatsen 2018.
Den 28 maj 2020 meddelade flygplatsens huvudägare, PEAB, att all personal vid flygplatsen varslas samt att flygverksamhet upphör tills vidare från hösten 2020. Flygplatsen kommer dock behålla sitt flygplatscertifikat, för att underlätta en eventuell återstart av flygverksamheten. Bakgrund och anledning till att flygverksamheten upphör är på grund av Coronapandemins effekter på resandet.
Den 7 juni 2020 publicerade sju kringliggande kommuner sin avsikt att ta över flygplatsen och bedriva flygtrafik.Kommunerna är: Bjuv, Båstad, Helsingborg, Höganäs, Klippan, Perstorp, Ängelholm. Kommunfullmäktige i samtliga kommuner godkände köpet av flygplatsen under augusti 2020.

## Utveckling
Våren 2007 beslutade sig Ving för att flyga charter från Ängelholm Helsingborg flygplats. Detta var första gången på 28 år som flygplatsen hade regelbunden chartertrafik. Detta var till stor del tack vare flygplatsledningens fleråriga ansträngningar för att få utlandsavgångar. 2004 fick flygplatsen internationell status, men det tog tre år innan det kom regelbunden chartertrafik. Innan dess hade det emellertid funnits specialchartrade flyg till bland annat mässor och vinprovningar, men inget annat. Ett exempel är när passagerare från kryssningsfartyget Hebridean Spirit flög till London från Ängelholm efter att ha anlänt med fartyget till Helsingborg. Efter Vings satsning följde Fritidsresor efter och beslutade sig för att börja flyga till Cypern. Trots detta går det under 2009 inga charterflyg från Ängelholm, i alla fall inte med Ving, Fritidsresor och Apollo.
De reguljära linjerna till Stockholm har hög beläggning. Sedan starten 2003 har de utökat avgångarna kontinuerligt, och i början av mars 2007 hade de 86 turer i veckan. Under högsäsongen 2007 hade SAS runt sex avgångar om dagen på vardagar till Arlanda.
I flygplatsens utvecklingsplan finns planer på att bland annat utöka start- och landningsbanans längd för att kunna ta emot större plan, men främst för att kunna flyga till bland annat Kanarieöarna med plan som Boeing 737-800 med tillräckligt mycket bränsle för att inte behöva mellanlanda . Banlängden som finns i åtanke är då 2 350 meter, alltså en utökning av den befintliga banan med cirka 400 meter. Om utökningen utförs är förslaget att den utförs västerut, mot Barkåkra av både buller- och byggtekniska skäl. Även terminalytor och uppställningsytor för flygplan förväntas modifieras.

## Flygbolag och destinationer

### Reguljärt
| Flygbolag             | Destinationer     |
| --------------------- | ----------------- |
| Scandinavian Airlines | Stockholm-Arlanda |
| Scandinavian Airlines | Sälen: Säsong     |

## Kommunikationer
- Taxi finns (förbokas).
- Hyrbilar finns (firmor; Avis, Europcar, Hertz och Sixt, Mabi).
- Korttids-, långtids- samt lågprisparkering finns.

## Övrigt
På flygplatsen finns det restaurang och café. Det finns 940 parkeringsplatser på området varav 650 finns inom inhägnat område. Det finns även 20 laddplatser för elbil på området. Det finns möjlighet att köpa parkeringkort som gäller för flygplatsens parkeringar.  Braathens Regional utförde fram till år 2021 underhåll av sina ATR 72-plan i en tidigare militär hangar på det gamla F10-området. 

## Statistik
Sökfråga på wikidata efter rådata.